# Ревиљијаско (Торино)
Ревиљијаско је насеље у Италији у округу Торино, региону Пијемонт.
Према процени из 2011. у насељу је живело 2265 становника. Насеље се налази на надморској висини од 332 м.